# Gegesik Kidul
Gegesik Kidul is een bestuurslaag in het regentschap Cirebon van de provincie West-Java, Indonesië. Gegesik Kidul telt 4898 inwoners (volkstelling 2010).